# 曹溪寺 (安宁市)
曹溪寺是云南省昆明市安宁市的一座佛教寺院，主体建筑位于温泉街道以南1.5千米的葱山山麓，总占地面积2370平方米，内部建有山门、天王殿、正殿、后殿、钟鼓楼、廊屋、配殿等建筑。1983年1月，该寺院被公布为省级文物保护单位，2006年，其又被国务院公布为第六批国家级重点文物保护单位。

## 历史沿革
曹溪寺早期历史不明，大致由尊崇慧能的僧众于宋朝大理国段氏统治时期建立，具有深厚的禅宗底蕴。明嘉靖十二年（1533年）11月，杨升庵为前一年重修完工的寺院题写《重修曹溪寺记碑》。嘉靖三十一年（1552年），曹溪寺再度重修。明崇祯十一年（1638年），徐霞客到访曹溪寺，记录了《重修曹溪寺记碑》和写于嘉靖二十二年（1543年）的《宝华阁记》两碑碑文。清康熙年间，云南按察使佟世雍筹集全省官员善款重修曹溪寺，康熙三十三年（1694年）工程告竣，云南巡抚王继文为此题写《重修曹溪寺碑》，同年，云贵总督范承勋为寺内优昙树建起护花山房并树立《护花山房碑记》。光绪七年（1881年），曹溪寺再次重修。此后曹溪寺的历史记载渐少，至民国时，寺院本身已经年久失修、破败不堪。1939年至1940年，梁思成等人在昆明组成的中国营造学社分社对云南、四川等地的古建筑开展野外调查，期间曾到访曹溪寺并绘制了寺庙平面图和大殿整体及局部结构图。

## 建筑与文物

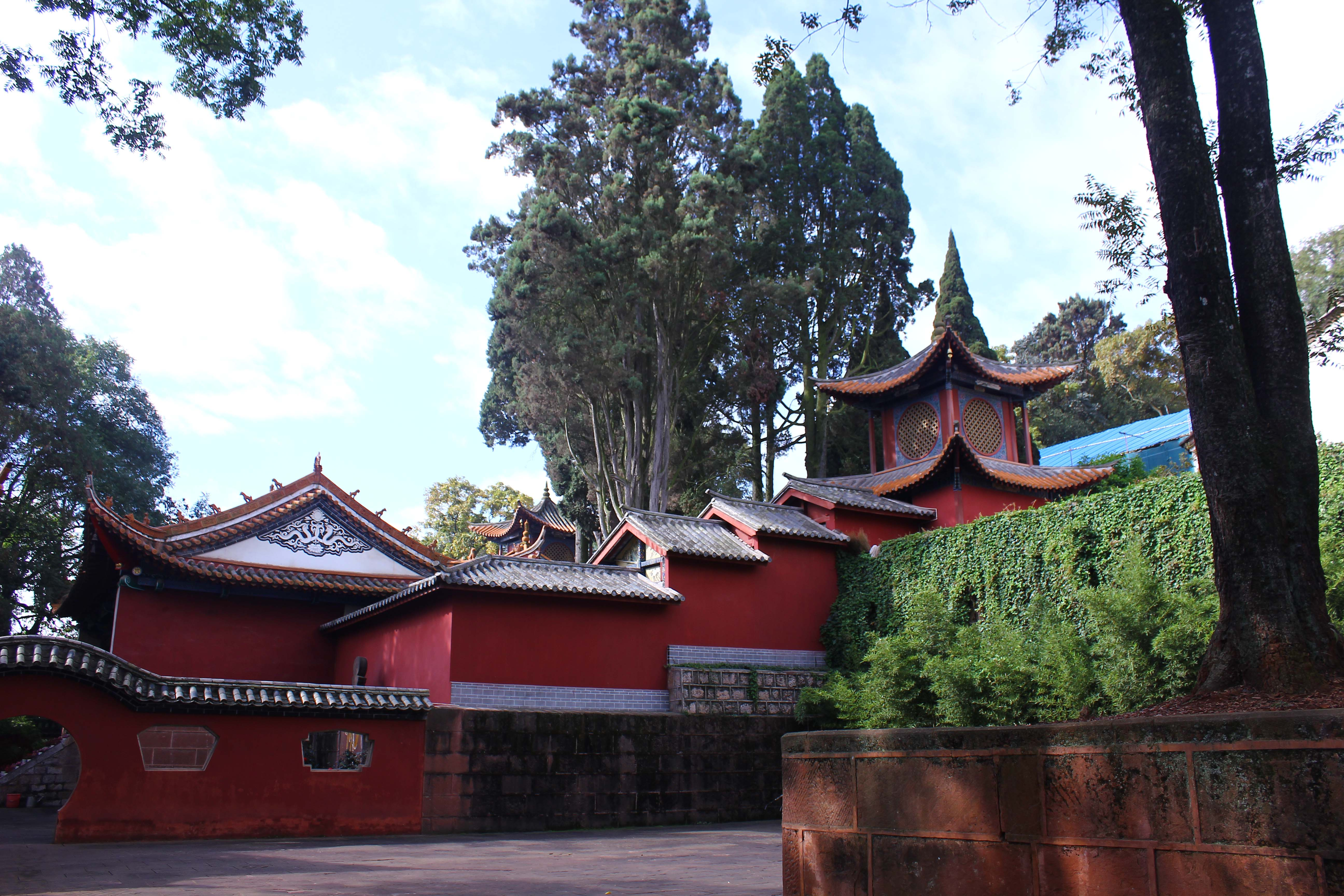
曹溪寺北侧爬山廊外景，左侧建筑为天王殿，右侧建筑为钟楼

曹溪寺坐西向东，占地面积2,370平方米，主体建筑依山势建设。中轴线上依次分布有山门、天王殿、月台、宝华阁和观音殿，两侧则建有钟楼、鼓楼、往生堂、延生堂、石碑亭、财神殿、方丈室等附属建筑。
曹溪寺山门面阔、进深均为2间，大门和墙壁建于建筑中央，门外两侧设有力士塑像。天王殿建于山门后偏南位置，内部供奉有四大天王塑像，其殿厅后方左右各开有1道小门通往两侧爬山廊。两条爬山廊结构类似，各在墙边按2人一组分4级设置8座罗汉塑像，南、北侧长廊最终分别结束于方形重檐攒尖顶式的鼓楼和钟楼内。钟、鼓楼中轴线靠近天王殿处为观音殿旧址，现单独建有一座六角亭用以供奉韦陀菩萨。
钟鼓楼以西为包括宝华阁、财神殿、往生堂、延生堂、方丈室在内的曹溪寺核心建筑群，这些殿宇佛堂环绕形成了一片较大院落，即中院。中院西侧建有12.47米长、7.78米宽、77毫米高的月台，月台后方即为坐落于长15.32米、宽13.68米、高1.5米基台上的宝华阁。宝华阁为曹溪寺正殿建筑，面阔、进深均为五间，以8棵檐柱、4棵角柱、6棵金柱和4棵中柱承重。其建筑通高11.63米，屋顶为覆盖琉璃瓦的重檐歇山顶，整体以抬梁式木构架结构支撑。宝华阁内正中设有佛龛供奉明朝铜铸脱纱西方三圣像，背面则设有木雕三圣像。宝华阁后建有小道通往位于全寺院最高处的观音殿。该殿坐落于13.17米长、13.15米宽、0.75米高的基台上，建筑结构较为简单，合计使用18棵木柱和4棵角柱承重。

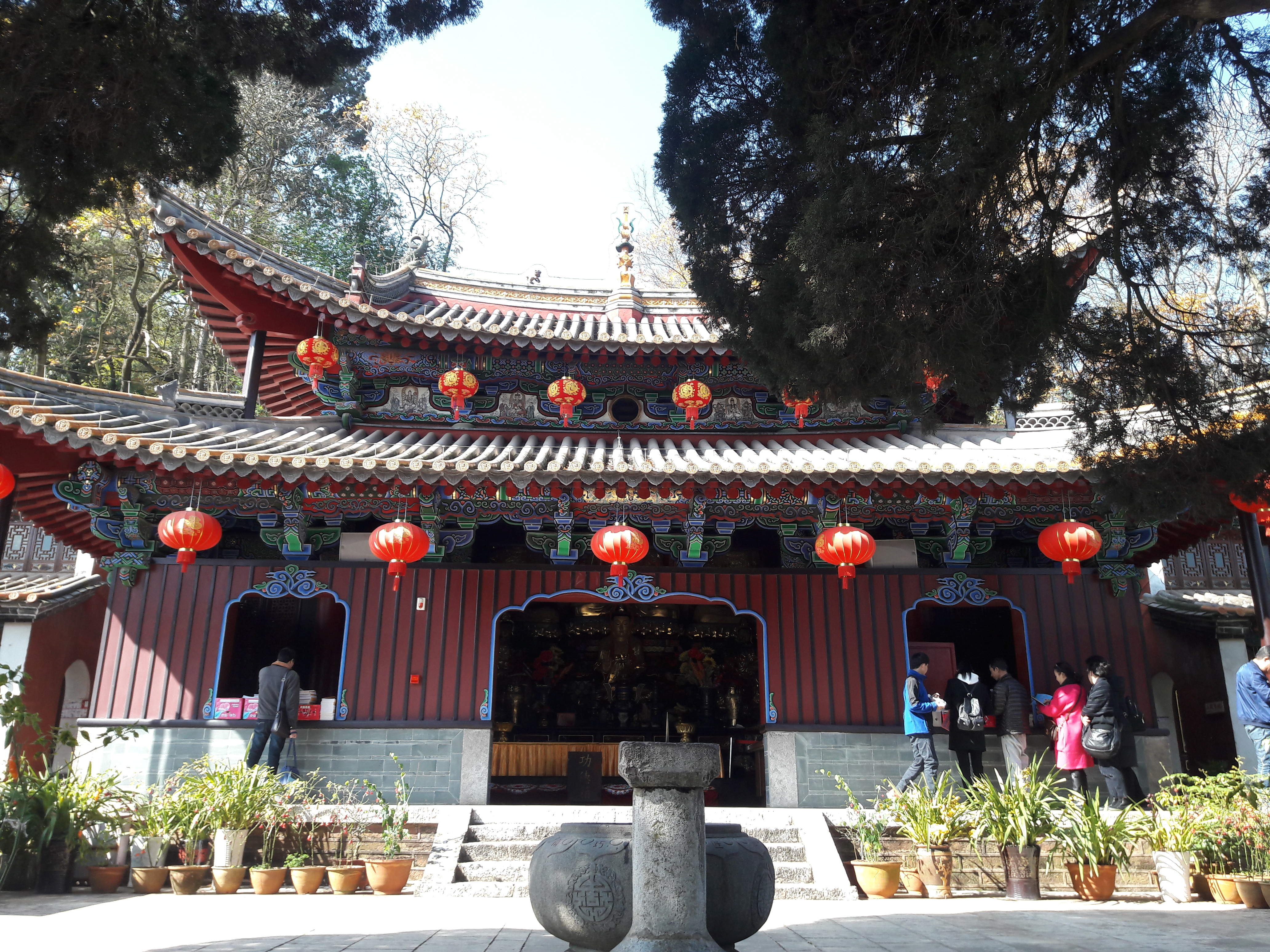
宝华阁东侧外景，可见重檐间的圆形小窗

位于宝华阁的木雕三圣像历史悠久，受到了学界的广泛研究，但其年代等信息至今仍存在争议。1956年中国佛教协会副秘书长周叔迦在访问曹溪寺时鉴定其为南宋文物，但也有学者认为其是元朝或明朝初期仿大理国风格的作品。这三尊塑像的具体形象也存在争议，有华严三圣（释迦牟尼佛、文殊菩萨、普贤菩萨）、东方三圣（药师佛、日光普照菩萨、月光普照菩萨）、“三大士”（观音菩萨、文殊菩萨、普贤菩萨）等观点。这三尊塑像中主尊高3.3米，左右胁侍高2.6米，每一尊的头部和躯干部分都由同一块榆木雕成，其余装饰部分则为泥塑，由铁钉或榫卯结构和木雕部分连接。三尊塑像均结跏趺坐于亚字形须弥座的仰莲之上，背后有镂雕莲花火焰纹，人物身型端正，表情庄严，通体漆金，兼具密宗和汉地佛教塑像的特点。
曹溪寺寺内保存有十余座古代碑刻，其中包含杨慎撰文，集唐代李邕字镌刻，立于嘉靖十二年（1533年）的《重修曹溪寺记碑》；杨慎撰文纪念寺院五世法师道成，立于嘉靖二十二年（1543年）的《道成碑》；云南巡抚王继文撰文，立于康熙三十三年（1694年）的《重修曹溪寺碑》；立于康熙四十一年（1702年）的《重修曹溪寺内殿记碑》等。此外，寺院内还存有崇祯帝御笔“松风水月”题刻。
曹溪寺宝华阁门上方留存有云南按察使佟世雍题于康熙三十三年（1694年）的“天涵宝月”匾额，其上方开有圆形小窗，当地民间传说每隔六十年的中秋节夜晚，月光会透过窗口正照在主尊佛像面部，形成“月映佛面”景观。

## 文物保护
进入二十一世纪后，曹溪寺先后进行了数次修缮保护。2006年8月至10月，云南省文物考古研究所和施工单位对因地基沉降出现倾斜的钟鼓楼和爬山廊进行了地基加固和落架大修，期间也对这一区域的罗汉塑像进行了保护。2010年至2014年，云南省文物考古研究所等机构又对宝华阁及周边厢房开展了大规模修缮工程，期间还完成了对殿内木制三圣造像的实验室检测分析工作，该工程后入选2014年度“全国十佳文物保护工程”，为云南省首个获得该奖项的工程项目。